# POV-Ray

Animación realizada con Pov Ray

POV-Ray (Persistence of Vision Ray-tracer) o POV es un programa de raytracing gratuito, en constante evolución (los últimos aportes son la radiosidad y el mapeado de fotones), que funciona en una gran variedad de plataformas informáticas como Windows, Mac OS X o Linux. Basado en DKBTrace y en parte de Polyray. No era un programa libre y sus fuentes sólo estaban disponibles bajo las condiciones de la licencia POV-Ray, pero a partir de la versión 3.7 es open source y software libre, licenciado bajo AGPLv3.

## Historia
En algún momento de la década de 1980, David Kirk Buck bajó el código fuente de un trazador de rayos a su computadora Amiga. Entusiasmado, hizo múltiples pruebas y decidió hacer su propio trazador, al que llamó, usando sus iniciales, DKBTrace. Publicó el programa en un tablón de anuncios (BBS), esperando que otros se interesaran por él. En 1987, Aaron Collins descargó el programa y comenzó a trabajar en la versión para el sistema x86. Él y David Buck colaboraron para agregar varias mejoras. El programa probó ser un éxito mayor de lo esperado y pronto ambos se vieron imposibilitados de satisfacer las demandas de mejoras que otros usuarios les pedían. Así, en 1989 David volcó el proyecto sobre un equipo de programadores. En esa época, sentía que era inapropiado que el programa llevara las iniciales de su nombre, puesto que ya no era solamente mantenido por él. El nombre "STAR" (Software Taskforce on Animation and Rendering) fue considerado, pero eventualmente el nombre se convirtió en "Persistence of Vision Raytracer", o más brevemente, "POV-Ray".
Pov-Ray fue el primer trazador de rayos que generó una imagen en órbita terrestre. La imagen fue hecha en una colaboración entre Gilles Tran y Jaime Vives Piqueres y fue generada por Mark Shuttleworth dentro de la estación espacial internacional.

## Características
POV no dispone de interfaz gráfica para modelar las imágenes como la mayor parte de los programas de creación 3D actuales pero es capaz de interpretar ficheros de código ASCII de extensión ".pov" en los que se describe la escena. Dicho fichero texto debe contener al menos la posición y los parámetros de la fuente de luz, la cámara y los objetos. Contrariamente a otros programas más recientes en los que los objetos son definidos con uniones elaboradas de múltiples triángulos, los objetos de POV son formas geométricas (esfera, cubo, cono, cilindro, toro...), operaciones entre estas formas, volúmenes definidos por distintas funciones matemáticas como isosuperficies (por ejemplo : function {x*x - F/y*y + z*z}) o uniones de triángulos como los de otros programas. Soporta un ligero lenguaje informático similar al lenguaje C que permite realizar tareas complejas de modelado con los objetos, animación, desenfoque, radiosidad, reflexión y refracción, operaciones de entrada y salida de datos, fotones, programar y/o usar macros, funciones u objetos creados por otros usuarios, etc.
La versión 3.7 está preparada para trabajar con equipos multiproceso o SMP.